# Viktor Klima
Viktor Klima ( Schwechat, 1947. június 4. –) osztrák politikus, 1997 és 2000 között szövetségi kancellár.

## Életpályája
1969-től  az ÖMV-nél (OMV) dolgozott, ahol 1990-1991-ben a cég pénzügyi vezérigazgató-helyettese volt. Az SPÖ tagja. A Vranitzky-kormányban előbb közlekedési és állami ipari miniszter, 1996- 1997-ben pénzügyminiszter volt. 1997. januárjában Ausztria szövetségi kancellárja lett. 1999. áprilisában az SPÖ elnökévé választották. Az 1999. évi választásokon  ugyan az első helyen végzett a pártja, ám nem szerzett abszolút többséget és miután az addigi szociáldemokrata-néppárti koalíció felbomlott, 2000. februárjában Klima kénytelen volt lemondani. Hamarosan pártelnöki tisztségéről és képviselői mandátumáról is lemondott. Miután visszavonult az osztrák belpolitikától, a  Volkswagen Argentina S.A. vezetője volt 2000. októberétől 2011. novemberéig. Közben 2009-ben szívműtéten esett át. Jelenleg harmadik feleségével és három gyermekével Buenos Airestől egy órányi távolságra egy 240 hektáros birtokon él, ahol kb. 200 szarvasmarhát tart.

## Díjai, elismerései
- 1996: Großes Goldenes Ehrenzeichen am Bande für Verdienste um die Republik Österreich[5]